# Clermont-le-Fort
Clermont-le-Fort település Franciaországban, Haute-Garonne megyében. Lakosainak száma 526 fő (2022. január 1.). Clermont-le-Fort Aureville, Espanès, Goyrans, Labarthe-sur-Lèze, Venerque és Vernet községekkel határos.

## Népesség
A település népességének változása:
| Lakosok száma | 242  | 308  | 359  | 496  | 530  | 512  | 506  | 507  | 518  | 526  |
|               | 1968 | 1982 | 1990 | 2006 | 2013 | 2015 | 2017 | 2019 | 2020 | 2022 |